# Rio Tanana
O rio Tanana é um rio afluente do Rio Yukon, no Alasca. Passa pela cidade de Fairbanks e une-se perto de Nenana com o rio Nenana. A sua confluência com o rio Yukon dá-se próximo da cidade de Tanana.
A palavra Tanana significa rio de montanha nas línguas atabascanas.
A série Homens do Gelo do canal Discovery Channel é filmada na região (também às margens do rio Yukon), e retrata o dia-a-dia da difícil vida dos moradores da região.